# CBN Amazônia Itacoatiara
CBN Amazônia Itacoatiara é uma emissora de rádio brasileira sediada em Itacoatiara, cidade do estado do Amazonas. Opera no dial AM, na frequência 720 kHz, e é afiliada à CBN. Pertence ao Grupo Rede Amazônica, que controla as demais emissoras da CBN Amazônia na Região Norte. A emissora funciona desde 1962, inaugurada como Rádio Difusora do Amazonas por Josué Cláudio de Souza, sendo afiliada à CBN desde 2009.

## História
Pioneira na região de Itacoatiara, a Rádio Difusora do Amazonas foi inaugurada por Josué Cláudio de Souza no dia 27 de setembro de 1962, na frequência AM 720 kHz e era ligada à emissora de Manaus, no ar desde 1948. Desde sua estreia, a emissora era voltada ao jornalismo comunitário que atendia aos interesses da região.
Em 1980, a emissora é comprada por Jurandir Cleuter Barros de Mendonça e Antonio Djacyr Ehm Barros e no dia 13 de fevereiro passa a se chamar Rádio Difusora de Itacoatiara. No dia 1.º de março de 1986, os mesmos proprietários inauguram a Rádio Difusora no FM, em 94.5 MHz.
No dia 6 de julho de 2009, a Rádio Difusora torna-se afiliada à CBN, passando a se chamar CBN Itacoatiara. A programação da antiga AM passa para a FM, no entanto, mantendo parceria de conteúdo, como em coberturas políticas. Em 8 de abril de 2019, a CBN Itacoatiara foi incorporada ao Grupo Rede Amazônica e passou a ser uma das emissoras integrantes da CBN Amazônia.